# Restrepia aspasicensium
Restrepia aspasicensium Rchb.f. (1855) es una especie de orquídeas de la familia de las Orchidaceae.
Su nombre deriva de Aspasica Restrepia (una ciudad en la cordillera oriental en Colombia).

## Hábitat
Se encuentran en Venezuela y Colombia en elevaciones de 1.500 a 2.300 m s. n. m.

## Descripción
Es una planta de tamaño diminuto, que prefiere climas cada vez más calientes, es epífita, con erecto ramicauls envuelto en 5 o 6 delgadas vainas basales, blanquecinas, sueltas, oblicuas, agudas, comprimidas y con una sola hoja apical erecta, coriácea, aovada, subaguda, cuneada, basal en un retorcido peciolo en la base de la hoja que florece en invierno, primavera y otoño en una delgada y erecta inflorescencia de 3 a 3,5 cm de largo con una sola flor de 1 cm de largo que se producen sucesivamente y tiene una delgada y tubular bráctea floral. Esta especie tiene la más pequeña flor en el género.

## Sinonimia
- Restrepia aspasicensis Rchb. f. 1855
- Restrepia dentata Rolfe 1892